# Mansión de Jumurda
La Mansión de Jumurda (en letón: Jumurdas muižas pils) es una casa señorial en la parroquia de Jumurda, municipio de Madona en la región de Vidzeme de Letonia. Fue construida después de 1856 en estilo ecléctico. Vandalizada durante la revolución de 1905, la mansión fue restaurada en 1907. Después de 1929 albergó la escuela primaria de Jumurda durante muchos años. Los edificios de la finca y la mansión están siendo gradualmente renovadas para crear un complejo hotelero.